# صوت الأشياء (فلم 2016)
صوت الأشياء (بالإسبانية: El Sonido de las Cosas) هو فيلم دراما كوستاريكي صدر عام 2016 من بطولة ليليانا بيمونت وفرناندو بولانيوس وكلوديا باريونويفو، ومن إخراج ارييل إسكالانتي، وإنتاج ماريانا موريللو. تم اختيار الفيلم كمدخل لكوستاريكا لجائزة أفضل فيلم بلغة أجنبية في حفل توزيع جوائز الأوسكار التسعون، لكن لم يتم ترشيحه. شارك الفيلم في مهرجان موسكو السينمائي الدولي عام 2016 وفاز بجائزة صحيفة كورمسانت.

## ملخص القصة
تحاول ممرضة شابة ومتفانية تجنب الألم الذي خلفه انتحار ابن عمها العزيز.

## طاقم التمثيل
- ليليانا بيمونت بدور كلوديا
- فرناندو بولانيوس بدور سانتياغو
- كلوديا باريونيفو بدور كاتالينا
- ارييل اسكالانتي بدور انطونيو
- مونسيرات مونتيرو كول  بدور لاورا
- بيدرو سانشيز بدور مارتن
- فاليريا برينز بدور مارتا

## روابط خارجية
- مقالات تستعمل روابط فنية بلا صلة مع ويكي بيانات